# Tizi Rached
Tizi Rached è un comune dell'Algeria, situato nella provincia di Tizi Ouzou.